# American Journal of Sociology
Das American Journal of Sociology (AJS) ist die älteste US-amerikanische Fachzeitschrift für Soziologie. Sie wurde 1895 in Chicago von Albion W. Small begründet, erscheint seither zweimonatlich im Verlag University of Chicago Press und ist eine der weltweit meistgelesenen Zeitschriften des Faches. Laut dem Social Sciences Citation Index hatte das AJS im Jahr 2012 einen Impact Factor von 3,414 und lag damit auf Platz 4 der Liste der einflussreichsten Zeitschriften im Bereich Soziologie.
Die Zeitschrift publiziert Arbeiten aus allen Bereichen der Soziologie mit besonderem Fokus auf die Theoriebildung und innovative Methoden. Auch soziologische informierte Beiträge aus den Nachbardisziplinen, darunter der Ethnologie, Wirtschafts-, Geschichts- und Politikwissenschaft, werden veröffentlicht.